# Steele Narrows Provincial Park
Steele Narrows Provincial Park är en park i Kanada.   Den ligger i provinsen Saskatchewan, i den centrala delen av landet, 2 600 km väster om huvudstaden Ottawa. Steele Narrows Provincial Park ligger 531 meter över havet.
Terrängen runt Steele Narrows Provincial Park är platt. Trakten runt Steele Narrows Provincial Park är nära nog obefolkad, med mindre än två invånare per kvadratkilometer.. 
I omgivningarna runt Steele Narrows Provincial Park växer i huvudsak blandskog.